# Tristia
Pour les articles homonymes, voir Tristia (homonymie).
Tristia, op. 18 (H119B), d'Hector Berlioz, regroupe trois partitions pour chœur et orchestre. Ce recueil emprunte son titre à un ensemble de poèmes écrits par le poète latin Ovide durant son exil à Tomis, sur les bords de la mer Noire (Tristia signifie en latin « choses tristes »).
Les trois pièces, composées à des moments différents de la carrière de l'auteur, ont été publiées ensemble en 1852. Berlioz associe ce triptyque, qui ne fut jamais exécuté de son vivant, à Hamlet, le drame de Shakespeare pour lequel il avait la plus grande admiration.

## Structure
Les trois pièces sont :
1. Méditation religieuse. Cette pièce pour chœur mixte à six parties et petit orchestre sur un poème de Thomas Moore traduit en français par Louise Swanton Belloc a été composée en 1831, lors du séjour de Berlioz à Rome.
2. La Mort d'Ophélie. Cette ballade sur un poème d'Ernest Legouvé, s'inspirant du récit qu'à l'acte IV d'Hamlet la reine Gertude fait de la mort d'Ophélie, a été composée en 1842 pour voix seule et piano. Elle fut ensuite adaptée pour chœur de femmes et orchestre en vue d'un concert « shakespearien » qui devait être donné à Covent Garden en 1848 mais n'eut finalement pas lieu.
3. Marche funèbre pour la dernière scène d'Hamlet. Sans doute composée en 1844 dans la perspective d'une production parisienne d'Hamlet qui ne vit jamais le jour, c'est la pièce la moins méconnue de l'ensemble, et l'une des partitions les plus impressionnantes de Berlioz par sa progression implacable. Écrite pour un chœur mixte qui se contente de dire Ah ! et grand orchestre, avec une importante batterie[1], elle culmine sur un tir de mousquets hors scène avant que le silence, symbole du néant qu'Hamlet vient de rejoindre, ne s'installe peu à peu.

Dans la partition, la 3e pièce est précédé par les paroles de Fortinbras qui concluent la tragédie de Shakespeare (acte V, scène 2) :

« Let four captains 

 Bear Hamlet, like a soldier, to the stage; 

 For he was likely, had he been put on, 

 To have prov'd most royally: and, for his passage, 

 The soldiers' music, and the rites of war, 

 Speak loudly for him. 

 Take up the bodies: — such a sight as this 

 Becomes the field, but here shows much amiss. 

 Go, bid the soldiers shoot. »

et que Berlioz traduit ainsi :

« Que quatre capitaines portent Hamlet comme un guerrier sur une estrade, car il était probablement destiné, s'il eût vécu, à faire ses preuves royalement. Que sur son passage la musique militaire et les rites de la guerre, parlent hautement pour lui. Emportez ces corps ; un tel spectacle convient à un champ de bataille, mais ici il choque la vue. Allez, ordonnez aux soldats de faire feu. »

## Phonographie
1. Enregistrements intégraux

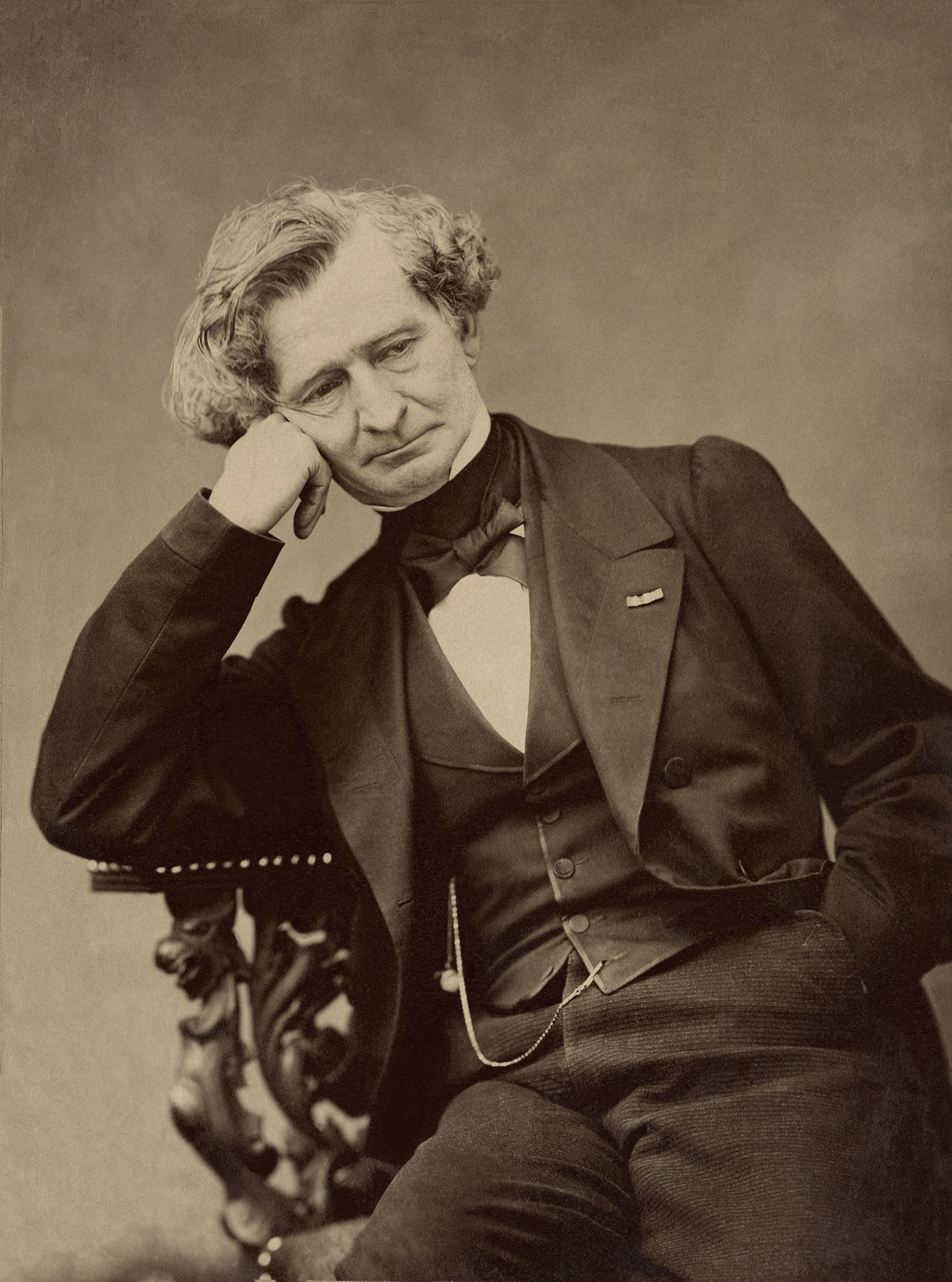
Hector Berlioz (1803-1869)

- John Alldis Choir (chef des chœurs : John Alldis) & London Symphony Orchestra, sous la dir. de Colin Davis (Philips). Enregistrement effectué en mai 1969 (3) et juillet 1980 (1-2). Disponible sur YouTube ([2],[3],[4]).
- Monteverdi Choir & Orchestre Révolutionnaire et Romantique, sous la dir. de John Eliot Gardiner (Philips Classics). Enregistrement effectué en octobre 1994 et disponible sur YouTube ([5] ou [6]).
- Cleveland Chorus and Orchestra (chef des chœurs : Gareth Morrell), sous la dir. de Pierre Boulez (DGG). Enregistrement effectué en mars 1996 et disponible sur YouTube[7].
- Chœur & Orchestre symphonique de Montréal (chef des chœurs : Iwan Edwards), sous la dir. de Charles Dutoit (Decca). Enregistrement effectué en mai 1996 et disponible sur YouTube ([8],[9],[10]).
- Chœur de chambre du Département de musicologie de l'Université François-Rabelais de Tours (chef des chœurs : Agnès Charles) & Orchestre symphonique de Tours, sous la dir. de Jean-Yves Ossonce (Département de musicologie de l'Université François-Rabelais de Tours). Enregistrement effectué en mars 2000.
- Chœur Les Éléments (chef des chœurs : Joël Suhubiette) & Orchestre national du Capitole de Toulouse, sous la dir. de Michel Plasson (EMI). Enregistrement effectué en avril 2003 et disponible sur YouTube ([11],[12],[13]).
- SWR Vokalensemble Stuttgart (chef des chœurs : Till Aly) & SWR Sinfonieorchester Baden-Baden und Freiburg, sous la dir. de Sylvain Cambreling (Hänssler Classic). Enregistrement effectué en décembre 2007.

2. Enregistrements partiels
- Méditation religieuse et La Mort d’Ophélie
  - St. Anthony Singers & English Chamber Orchestra, sous la dir. de Colin Davis (L'Oiseau-Lyre). Enregistrement effectué en mars-avril 1962.
- La Mort d'Ophélie
  - Chœur de l'Orchestre national de Lyon, sous la dir. de Bernard Tétu (Harmonia Mundi). Enregistrement effectué en septembre 1988.
- La Mort d'Ophélie et Marche funèbre pour la dernière scène d'Hamlet
  - Venice Teatro la Fenice Chorus & Orchestra, sous la dir. de Jean Fournet (Mondo Musica). Enregistrement effectué en octobre 1997.
- Marche funèbre pour la dernière scène d'Hamlet
  - London Philharmonic Orchestra, sous la dir. de Hamilton Harty (Columbia). Version sans les chœurs. Enregistrement effectué en avril 1935. La plus récente réédition, celle de Pristine Audio (2019), se recommande par son excellente qualité technique.
  - Orchestre de la Société des Concerts du Conservatoire, sous la dir. de Georges Sebastian (Urania). Version sans les chœurs parue en 1953. Rééditée par la Bibliothèque nationale de France, elle est disponible sur YouTube[14].
  - City of Birmingham Symphony Chorus (chef des chœurs : Gordon Clinton) & Orchestra, sous la dir. de Louis Frémaux (EMI). Enregistrement effectué en septembre 1974 et disponible sur YouTube ([15] ou [16]).